# Израиль на зимних Олимпийских играх 1998
Израиль принимал участие в Зимних Олимпийских играх 1998 года в Нагано (Япония) во второй раз за свою историю, но не завоевал ни одной медали. Сборная страны состояла из 3 спортсменов (2 мужчин, 1 женщина), которые приняли участие в соревнованиях по фигурному катанию.